# Trimusculus carinatus
Trimusculus carinatus is een slakkensoort uit de familie van de Ellobiidae. De wetenschappelijke naam van de soort is voor het eerst geldig gepubliceerd in 1870 door Dall.